# Michael Bailey Smith
Michael Bailey Smith est un acteur américain né le 2 novembre 1957 à Alpena (Michigan).

## Biographie
Smith est né à Alpena, dans le Michigan, dans une famille de la Force aérienne et est diplômé de l'école de Téhéran, Iran. Après ses études, il a servi dans la 82e division aéroportée comme parachutiste. Il a fréquenté l'université de l'Est du Michigan, où ses talents athlétiques lui ont valu une place en tant qu'agent libre avec les Cowboys de Dallas. Sa carrière de footballeur a été écourtée par une blessure.

### Carrière
Smith agissait au moment où il a accompagné un ami à une audition pour le film A Nightmare on Elm Street 5: The Dream Child (1989). Il y a décroché le rôle de Super Freddy. Smith paraît trois ans plus tard dans un petit rôle dans Renegade sous le personnage de PJ Butler. En 1994, il est apparu dans un comics marvel, adaptation de The Fantastic Four, comme Ben Grimm. Smith a également paru dans Cyborg 3: The Recycler (en) aux côtés de Malcolm McDowell.
Smith est apparu dans plusieurs séries, telles que Diagnostic : Meurtre, Star Trek : Voyager, Wings et Conan l'Aventurier. En 1999, Smith avait des petits rôles de gardes dans Donald Petrie, My Favorite Martian et X-Files. Smith est apparu 18 fois dans la fameuse série télévisée Charmed, où il a joué Balthazar, La Source, Grimlock et Shax. En 2002, il a également paru dans Men in Black 2. Après 2002, il paraît dans Desperate Housewives, puis dans Newport Beach (The O.C.). Smith deviendra célèbre en jouant dans le film La Colline a des yeux suivi du deuxième opus.

## Filmographie

### Cinéma
- 1989 : A Nightmare on Elm Street 5: The Dream Child : Super Freddy
- 1991 : Cops :
- 1992 : C.I.A.: Code Name Alexa : Vlad
- 1994 : The Fantastic Four : Ben Grimm
- 1994 : La Croqueuse de diams (Ice) : Jimmy the Courier
- 1994 : Cage 2 : Sampo Fighter (non crédité)
- 1994 : The Pit
- 1995 : Best of the Best 3
- 1995 : Cyborg 3: The Recycler (en) : Donovan
- 1995 : Space Marines (en) de John Weidner : Gunther
- 1998 : Unconditional Love
- 1998 : Final Voyage : Erikson
- 1999 : Adventures os Stonewall and Reed
- 1999 : My Favorite Martian : Big Guard
- 1999 : Sumberged : Lieutenant Nick Stuart
- 2000 : Party Boys : Party Boys
- 2002 : Men in Black 2 (cameo) : un kidnappeur
- 2002 : Un seul deviendra invincible : Willard Bechtel
- 2002 : In Hell : Valya
- 2002 : Purpose : Videur
- 2002 : Black Mask 2: City of Masks : "Hellraiser" Ross
- 2003 : Spymate : Hugo
- 2003 : Un seul deviendra invincible : un prisonnier (il fait une apparition que dans deux scènes)
- 2003 : Monster Man
- 2005 : The Unknown
- 2006 : La colline a des yeux : Pluto
- 2007 : La colline a des yeux 2 : Pluto
- 2007 : Corrado : Brooklyn Briges
- 2010 : Chain Letter
- 2010 :  Bad Ass : Brooklyn Bridges
- 2010 : The Visitation : Gabe
- 2013 : Blood Shot

### Télévision
- 1993 : Le Rebelle : Butler
- 1995 : Babylon 5 (épisode A Day in the Strife) : G'Dok
- 1995 : Murphy Brown (épisode McGovern: Unclothed)
- 1996 : Murphy Brown (épisode Defending Your Life)
- 1996 : Wings (épisode A Tale of Two Sister Cities) : Jaffra
- 1996 : Star Trek : Voyager
- 1998 : Hit and Miss
- 1998 : Diagnostic : Meurtre
- 1999 : Sept jours pour agir : Brenneman
- 1999 : X-Files (épisode À cœur perdu)
- 2000 : Buffy contre les vampires : Toth
- 2000-2002 : Charmed (saisons 3 et 4) : Balthazar
- 2002 : Division d'élite : "Skull" Corbett
- 2002 : Malcolm : Coach
- 2003 : Spy Girls (She Spies) : Lucus Winter
- 2004 : Oliver Beene : Mauler Madson
- 2005 : Newport Beach (The O.C.) : Joe
- 2005 : Desperate Housewives : Bob
- 2005 : Miss Détective : La Pièce manquante (Jane Doe: The Wrong Face) (TV)
- 2010 : Des jours et des vies (Days of Our Lives) : Bernie
- 2011 : Chuck : Vlad
- 2011 : Paire de rois (Pair of Kings) : Zadoc
- 2011 : Dr House : Sullivan
- 2011 : Mon oncle Charlie : Dave
- 2012 : Southland : Bobby Bedford
- 2012 : Shameless : l'homme en robe
- 2012 : Eagleheart : le videur
- 2015 : Black-ish : garde de la sécurité

### Doublage
- 2000 : MechWarrior 4: Vengeance : Tarquin Cardona
- 2002 : Empereur : La Bataille pour Dune
- 2002 : NightCaster